# Pontiac LeMans
El Pontiac LeMans era el nombre del modelo aplicado al compacto y de tamaño intermedio- automóvil que ofrece Pontiac desde 1962 hasta 1981. El Le Mans fue sustituido por el reducido Pontiac Bonneville para el año 1982.

## Primera Generación (1961-1963)
Se presentó como la versión top de la línea del compacto Pontiac Tempest a finales de 1961 sobre el nuevo gerente general de la plataforma Y, el LeMans Tempest era esencialmente un paquete con los recortes más deportivos y más lujosos que el Tempest.

## Segunda Generación (1964-1967)
La línea del Tempest fue convertida a un coche de tamaño intermedio en la nueva plataforma de GM en 1964, y el Le Mans volvió a su función de actualización del Tempest de ajuste con un nuevo motor CID 215 de seis cilindros y un nuevo diseño de 326 CID V8 (ahora en realidad 326 CID ). Poco después del inicio de los modelos del año 1964, el Le Mans estaba disponible con un nuevo paquete de rendimiento designado como el GTO, o Gran Turismo Omologato. 

## Tercera Generación (1968-1972)
Para 1970, Pontiac reorganizó su línea intermedia por lo que el Le Mans bajó a la mitad de la línea de sub-series anteriormente conocido como el Castillo del Tempest personalizados e incluye dos sedanes de cuatro puertas con columnas, mientras que la primera plataforma de los anteriores Le Mans recibió el nombre de LeMans Deporte en los estilos de un mismo cuerpo tres incluyendo un hardtop de cuatro puertas sedán de dos puertas hardtop coupe y convertible.

## Cuarta generación (1973-1977)
El Le Mans 1973, junto con todos los demás productos intermedios de GM, era nuevo desde el principio, pero conserva las longitudes de la misma distancia entre ejes de 112 pulgadas de dos puertas, coupé y 116 pulgadas de sedanes de cuatro puertas y station wagon.

## Quinta Generación (1978-1981)
En 1978, el Le Mans y otros autos de GM de tamaño medio fueron reducidos considerablemente y la pérdida de algunas libras 600-800 en el proceso, como parte del programa de reestructuración corporativa de GM después de las secuelas de la crisis del petróleo por el embargo árabe de energía inducida de 1973 a 1974. 